# 夏目季代久
夏目 季代久（なつめ きよひさ、1964年 - ）は、日本の脳情報工学者（神経薬理学、神経科学、脳情報工学）。学位は博士（薬学）（東京大学・1993年）。九州工業大学大学院生命体工学研究科教授。

## 概要
1964年、東京都生まれ。聖光学院中学校・高等学校、東京大学薬学部製薬化学科卒業。東京大学大学院薬学系研究科製薬化学専攻博士前期課程修了、博士後期課程中途退学。
1990年、九州工業大学に採用され、情報工学部の助手として勤務。1993年、東京大学より博士（薬学）の学位を取得。2001年には大学院生命体工学研究科の助教授に昇任し、2006年には同研究科の教授に就任。
現在、同大学院・人間知能システム工学専攻・神経回路情報処理講座を主宰する教授として活動している。また、久留米大学医学部教授・西昭徳とともに、ブレインサイエンス研究会の世話人を務める。

## 研究
脳情報工学を専門としており、特に神経薬理学、神経科学、脳情報工学などの領域について取り組んでいる。
近年では、神経リズム、脳波、ブレイン・コンピュータ・インターフェースに関する研究に取り組んでおり、神経リズムと記憶学習過程との関係について調べている。この研究を通じ、神経リズムの脳内情報処理における役割解明及び脳波を用いたヒトの状態の同定を目指している。

## 略歴
- 1964年 - 誕生。
- 1986年 - 東京大学薬学部卒業。
- 1990年 - 九州工業大学情報工学部助手。
- 2001年 - 九州工業大学大学院生命体工学研究科 脳情報専攻助教授。
- 2006年 - 九州工業大学大学院生命体工学研究科 脳情報専攻教授。
- 2014年 - 九州工業大学大学院生命体工学研究科 人間知能システム工学専攻教授（専攻名名称変更による）。

## 論文
- 国立情報学研究所収録論文 国立情報学研究所